# Галь, Узиэль
Узиэль Галь или Узи Галь (англ. Uziel "Uzi" Gal, ивр. עוזיאל "עוזי" גל‎; при рождении Готтард Гласс, нем. Gotthard Glass; 15 декабря 1923 — 7 сентября 2002) — израильский конструктор стрелкового оружия, создатель знаменитого пистолета-пулемёта Узи.

## Биография
Родился в Германии в городе Веймаре. После прихода к власти в Германии нацистов в 1933 году уехал в Великобританию. В 1936 году поселился в кибуце Ягур в Палестине в период Британского мандата. В 1942 году вступил в Пальмах и стал оружейником в отряде «Гиват-Хаим». В 1943 году был арестован британскими властями за незаконную перевозку оружия и осуждён на 6 лет тюремного заключения, однако в 1946 году был помилован, отбыв менее половины назначенного срока. Участвовал в становлении государства Израиль.
Разработку пистолета-пулемёта Узи Галь начал в 1948 году, вскоре после начала войны за независимость Израиля. В 1951 году созданный Узи Галем пистолет-пулемёт поступил на вооружение Армии обороны Израиля и, несмотря на его возражения, получил название по его имени Узи.
В 1975 году Узи Галь уволился из армии и в следующем году уехал в США, в Филадельфию.
В начале 1980-х Галь принимал участие в создании пистолета-пулемёта Ruger MP9.
Во время съёмок фильма «Терминатор 2» Галь проводил военную спецподготовку для актрисы Линды Хэмилтон.
Галь продолжил свою работу конструктором огнестрельного оружия в Соединённых Штатах до своей смерти от рака в 2002 году. Его тело было доставлено обратно в Израиль для захоронения в Ягуре.